# Augusto Poquena
Augusto Poquena (Bissorã, 18 de Março de 1962) é um político guineense, antigo Secretário de Estado da Guiné Bissau.

## Biografia
Licenciou-se em Tecnologias de Produção em Conservação das Indústrias, pelo Instituto Superior das Pescas na Ex-URSS, em 1991. Dirigente do Partido da Renovação Social. Foi Secretário-geral do PRS, Embaixador da Guiné-Bissau na Bélgica, em 2002. Foi igualmente Embaixador da Guiné-Bissau em Guinée-Conacri, em 2003. Eleito deputado várias vezes. Exerceu a função de Secretário de Estado da Cooperação Internacional e das Comunidades, no executivo de Baciro Djá e Secretário de Estado da Cooperação Internacional no executivo de Umaro Sissoco Embaló.